# Umarha
Umarha es una ciudad censal situada en el distrito de Varanasi en el estado de Uttar Pradesh (India). Su población es de 6429 habitantes (2011). Se encuentra a 317 km al sureste de Lucknow.

## Demografía
Según el censo de 2011 la población de Umarha era de 6429 habitantes, de los cuales 3347 eran hombres y 3082 eran mujeres. Umarha tiene una tasa media de alfabetización del 74,51%, superior a la media estatal del 67,68%: la alfabetización masculina es del 84,31%, y la alfabetización femenina del 63,72%.